# Собор Святого Иоанна (Обан)
Собор Святого Иоанна (англ. St John’s Cathedral, гэльск. Ard-eaglais Eòin an Diadhair) — кафедральный собор Шотландской епископальной церкви, расположенный в городе Обан, Шотландия. Один из двух соборов диоцеза Аргайла и Островов, второй — собор Островов.
Макдугаллы из Данолли и Кэмпбеллы из Данстаффнажа заказали проект строительства епископальной церкви в Обане в 1846 году. Работы были завершены в 1864 году, но по мере роста города церковь также росла. Притвор был добавлен в 1882 году, а уже в 1906 году началась масштабная перестройка. Средства закончились до завершения строительства, в результате чего возник уникальный в своей незавершённости храм: знаменитые стальные балки по-прежнему поддерживают грандиозное сооружение. Церковь стала кафедральным собором в 1920 году.